# Scrupocellaria arctica
Scrupocellaria arctica is een mosdiertjessoort uit de familie van de Candidae. De wetenschappelijke naam van de soort is voor het eerst geldig gepubliceerd in 1855 door Busk.